# Seweryn Wiechowski
Seweryn Wiesław Wiechowski (ur. 3 stycznia 1935 w Białymstoku, zm. 22 czerwca 2018) – polski lekarz, kardiochirurg, profesor nauk medycznych, działacz opozycji demokratycznej w PRL, rektor Pomorskiej Akademii Medycznej (PAM) w Szczecinie (1990–1996)

## Życiorys

### Praca zawodowa
W 1958 został absolwentem Pomorskiej Akademii Medycznej w Szczecinie. Następnie pracował na macierzystej uczelni, jako asystent, a potem starszy asystent w II Klinice Chirurgicznej. W 1966 uzyskał II stopień specjalizacji z chirurgii ogólnej i rozpoczął pracę jako adiunkt na Oddziale Torakochirurgii I Kliniki Chirurgicznej, a dwa lata później obronił pracę doktorską. Od 1972 do 1987 kierował Kliniką Chirurgii Klatki Piersiowej i Naczyń w I Klinice Chirurgii, w 1974 otrzymał stopień doktora habilitowanego, a w 1982 uzyskał tytuł naukowy profesora nauk medycznych. Był prorektorem macierzystej uczelni (1984–1987), a w latach 1990–1996 jej rektorem. W latach 1987–2002 kierował równocześnie Kliniką Kardiochirurgii w Państwowym Szpitalu Klinicznym nr 1 w Szczecinie. W 2005 przeszedł na emeryturę. 
Był przewodniczącym Rady Naukowej Instytutu Kardiologii im. Prymasa Tysiąclecia Stefana Kardynała Wyszyńskiego w Warszawie.

### Działalność społeczna
Od 1978 był członkiem Szczecińskiego Klubu Katolików. We wrześniu 1980 został członkiem NSZZ „Solidarność”, był m.in. przewodniczącym Komisji Zakładowej w PAM, delegatem na I Walne Zebranie Delegatów, członkiem Regionalnej Komisji Rewizyjnej Regionu Pomorze Zachodnie. W latach 1989–1991 był członkiem Konwentu Obywatelskiego Komitetu Porozumiewawczego Ziemi Szczecińskiej, który m.in. uczestniczył w przygotowaniu list wyborczych przed wyborami parlamentarnymi w 1989 roku. W latach 1986–1990 był członkiem Prymasowskiej Rady Społecznej II kadencji.
Pełnił funkcję przewodniczącego Komitetu Honorowego Budowy Pomnika Prezydenta RP Lecha Kaczyńskiego w Szczecinie, odsłoniętego 16 czerwca 2018.
Został pochowany 29 czerwca 2018 na Cmentarzu Centralnym w Szczecinie.

### Odznaczenia i wyróżnienia
- Krzyż Oficerski Orderu Odrodzenia Polski (1998)[6]
- Krzyż Komandorski Orderu Odrodzenia Polski (2005)[7]
- tytuł doktora honoris causa Pomorskiej Akademii Medycznej (2008)[8]
- Krzyż Komandorski z Gwiazdą Orderu Odrodzenia Polski (2018) odznaczony pośmiertnie przez prezydenta Andrzeja Dudę za wybitne zasługi w działalności na rzecz przemian demokratycznych w Polsce, za osiągnięcia w podejmowanej z pożytkiem dla kraju pracy zawodowej i społecznej[9]